# Rejvíz
 Rejvíz es la localidad más alta situada Silesia, en la República Checa (757 metros sobre el nivel del mar), y una parte administrativa de Zlaté Hory. También es la zona turística más importante de la zona norte del territorio natural protegido de Jeseník.
Rejvíz también es una reserva natural, fundada en 1955, que cubre 3,97 kilómetros cuadrados y compuesta por el mayor pantano en Moravia y Silesia Checa con pequeños lagos de origen glacial. Un camino natural  fue inaugurado en 1970 y lleva desde la casa de huéspedes Rejvíz al Gran Lago Moss en la parte occidental de la reserva natural. Posee unos 1,5 km de largo y hay seis paradas con paneles informativos.